# ジョエル・ハンラハン
ジョエル・ライアン・ハンラハン（Joel Ryan Hanrahan , 1981年10月6日 - ）は、アメリカ合衆国・アイオワ州デモイン出身の元プロ野球選手（投手）。右投右打。

## 経歴

### プロ入りとドジャース傘下時代
2000年のMLBドラフト2巡目（全体57位）でロサンゼルス・ドジャースから指名され、プロ入り。
2006年までドジャース傘下のマイナー球団でプレーした。

### ナショナルズ時代
2006年11月6日にワシントン・ナショナルズと契約した。
2007年7月28日、メジャーデビューを果たし、シーズン終了までに11試合の先発を含む12試合に登板。
2008年からはリリーフとして起用され、ナショナルズのクローザーだったジョン・ラウシュが、7月22日にアリゾナ・ダイヤモンドバックスへトレード移籍してからはクローザーを務めることになった。8月3日のシンシナティ・レッズ戦でメジャー初セーブを記録し、シーズン終了までクローザーとして9セーブを挙げた。
2009年開催の第2回ワールド・ベースボール・クラシックに、B.J.ライアンの出場辞退に伴い、アメリカ合衆国代表の一員として出場。
シーズンでは、同年もクローザーとして起用されたが、セーブ失敗が続き、4月28日にクローザーの座を剥奪された。5月半ばから再びクローザーを務めたが、6月6日にマイク・マクドゥーガルがクローザー指名された。その後は中継ぎで起用された。

### パイレーツ時代
2009年6月30日にナイジャー・モーガンとショーン・バーネットとのトレードで、ラスティングス・ミレッジと共にピッツバーグ・パイレーツへ移籍。
2010年は、自己最多の72試合に登板した。
2011年は開幕からクローザーを任され、オールスターに初めて選出された。最終的に70試合に登板して1勝4敗40セーブ・防御率1.83・61奪三振と好成績を残した。
2012年もオールスターに選出され、この年もクローザーとして36セーブを挙げた。

### レッドソックス時代
2012年12月26日にジェリー・サンズ、ストルミー・ピメンテル、イバン・デヘスース・ジュニア、マーク・メランソンとのトレードで、ブロック・ホルトと共にボストン・レッドソックスへ移籍した。
2013年5月2日のトロント・ブルージェイズ戦でセーブを記録し、通算100セーブを達成するも、試合後右肘に痛みを訴え、16日にトミー・ジョン手術を受ける。10月31日にFAとなった。

### レッドソックス退団後
2014年5月2日にデトロイト・タイガースと契約し、同日に前年の手術の影響で15日間の故障者リスト入りした。この年はマイナーでも登板無く終わるが、11月14日にマイナー契約でタイガースと再契約する。
2015年、二度目のトミー・ジョン手術を受け、3月4日に自由契約となる。
2016年11月15日に現役引退を表明した。

### 現役引退後
現役引退後の2017年からピッツバーグ・パイレーツ傘下のマイナー球団のコーチを歴任しており、2021年はAAA級インディアナポリス・インディアンズの投手コーチを務めている。

## 投球スタイル
速球（フォーシーム）とスライダーだけで投げるツーピッチ・ピッチャーとされているが、実際にはチェンジアップ、シンカーも投球として記録されている。

## 詳細情報

### 年度別投手成績
| 年 度     | 球 団     | 登 板 | 先 発 | 完 投 | 完 封 | 無 四 球 | 勝 利 | 敗 戦 | セ 丨 ブ | ホ 丨 ル ド | 勝 率 | 打 者 | 投 球 回 | 被 安 打 | 被 本 塁 打 | 与 四 球 | 敬 遠 | 与 死 球 | 奪 三 振 | 暴 投 | ボ 丨 ク | 失 点 | 自 責 点 | 防 御 率 | W H I P |
| --------- | --------- | ----- | ----- | ----- | ----- | -------- | ----- | ----- | -------- | ----------- | ----- | ----- | -------- | -------- | ----------- | -------- | ----- | -------- | -------- | ----- | -------- | ----- | -------- | -------- | ------- |
| 2007      | WSH       | 12    | 11    | 0     | 0     | 0        | 5     | 3     | 0        | 0           | .625  | 247   | 51.0     | 59       | 9           | 38       | 0     | 0        | 43       | 3     | 0        | 35    | 34       | 6.00     | 1.90    |
| 2008      | WSH       | 69    | 0     | 0     | 0     | 0        | 6     | 3     | 9        | 3           | .667  | 364   | 84.1     | 73       | 9           | 42       | 7     | 1        | 93       | 6     | 0        | 40    | 37       | 3.95     | 1.36    |
| 2009      | WSH       | 34    | 0     | 0     | 0     | 0        | 1     | 3     | 5        | 2           | .250  | 163   | 32.2     | 50       | 3           | 14       | 0     | 2        | 35       | 6     | 1        | 28    | 28       | 7.71     | 1.96    |
| 2009      | PIT       | 33    | 0     | 0     | 0     | 0        | 0     | 1     | 0        | 7           | .000  | 134   | 31.1     | 23       | 0           | 20       | 1     | 1        | 37       | 5     | 0        | 12    | 6        | 1.72     | 1.37    |
| '09計     | PIT       | 67    | 0     | 0     | 0     | 0        | 1     | 4     | 5        | 9           | .200  | 297   | 64.0     | 73       | 3           | 34       | 1     | 3        | 72       | 11    | 1        | 40    | 34       | 4.78     | 1.67    |
| 2010      | PIT       | 72    | 0     | 0     | 0     | 0        | 4     | 1     | 6        | 18          | .800  | 294   | 69.2     | 58       | 6           | 26       | 0     | 4        | 100      | 5     | 0        | 28    | 28       | 3.62     | 1.21    |
| 2011      | PIT       | 70    | 0     | 0     | 0     | 0        | 1     | 4     | 40       | 0           | .200  | 274   | 68.2     | 56       | 1           | 16       | 2     | 1        | 61       | 6     | 0        | 17    | 14       | 1.83     | 1.05    |
| 2012      | PIT       | 63    | 0     | 0     | 0     | 0        | 5     | 2     | 36       | 0           | .714  | 254   | 59.2     | 40       | 8           | 36       | 0     | 1        | 67       | 6     | 0        | 18    | 18       | 2.72     | 1.27    |
| 2013      | BOS       | 9     | 0     | 0     | 0     | 0        | 0     | 1     | 4        | 0           | .000  | 37    | 7.1      | 10       | 4           | 6        | 0     | 0        | 5        | 1     | 0        | 8     | 8        | 9.82     | 2.18    |
| 通算：7年 | 通算：7年 | 362   | 11    | 0     | 0     | 0        | 22    | 18    | 100      | 30          | .550  | 1767  | 404.2    | 369      | 40          | 198      | 10    | 10       | 441      | 38    | 1        | 186   | 173      | 3.85     | 1.40    |

- 2013年度シーズン終了時

### 獲得タイトル・表彰・記録
- MLBオールスターゲーム選出：2回（2011年 - 2012年）

### 背番号
- 38 （2007年 - 2009年）
- 52 （2009年途中 - 2013年）

### 代表歴
- 2009 ワールド・ベースボール・クラシック・アメリカ合衆国代表